# Spatocentrus arnoldi
Spatocentrus arnoldi är en stekelart som beskrevs av Wallace A. Steffan 1959. Spatocentrus arnoldi ingår i släktet Spatocentrus och familjen bredlårsteklar.
Artens utbredningsområde är Zimbabwe. Inga underarter finns listade i Catalogue of Life.